# Hideatsu Ozawa
Hideatsu Ozawa (japanisch 小澤 秀充 Ozawa Hideatsu; * 28. April 1999 in der Präfektur Shizuoka) ist ein japanischer Fußballspieler.

## Karriere
Hideatsu Ozawa erlernte das Fußballspielen in der Schulmannschaft der Shizuoka Gakuen High School sowie in der Universitätsmannschaft der Aoyama-Gakuin-Universität. Seinen ersten Vertrag unterschrieb er am 1. Februar 2022 bei Gainare Tottori. Der Verein, der in der Präfektur Tottori beheimatet ist, spielte in der dritten japanischen Liga. Sein Drittligadebüt gab Hideatsu Ozawa am 13. März 2022 (1. Spieltag) im Auswärtsspiel gegen Fujieda MYFC. Bei der 3:0-Niederlage wurde er in der 75. Minute für Yūya Taguchi eingewechselt. In seiner ersten Profisaison stand er zwölfmal auf dem Spielfeld.